# Férula dental

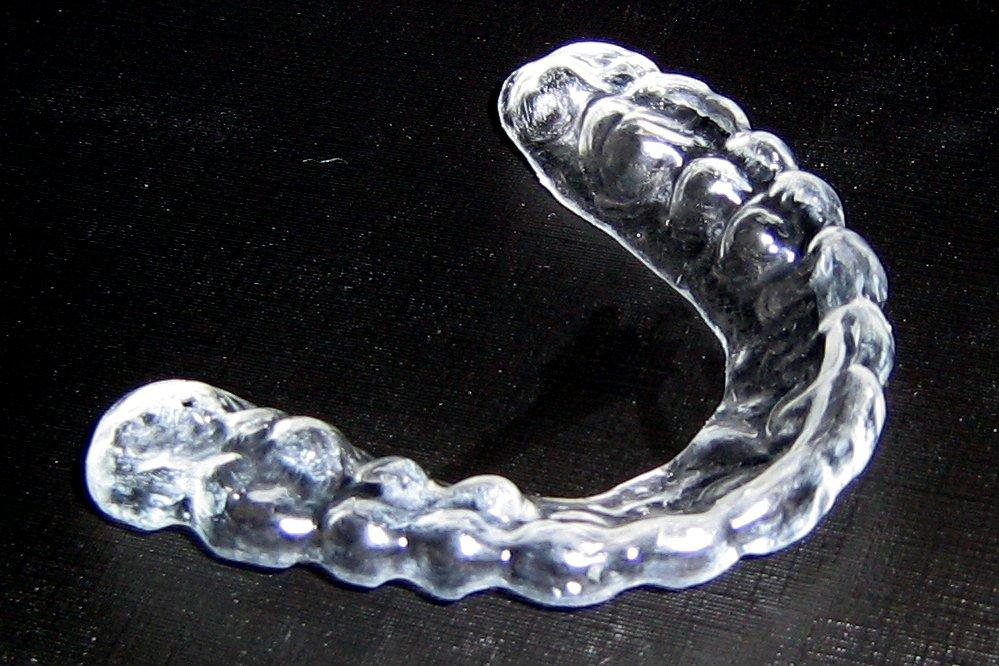
Férula de mantenimiento de ortodoncia.

Las férulas dentales son dispositivos fabricados por el protésico dental, de materiales plásticos o resinas acrílicas, que recubren total o parcialmente los arcos dentarios. Estas férulas pueden tener distintas finalidades, dependiendo del objetivo que persiga distinguimos entre otros los distintos tipos de férulas dentales:
- Férula de blanqueamiento

Mantienen sobre la superficie de los dientes un agente blanqueante.
- Férula de mantenimiento de ortodoncia

Impiden el movimiento de los dientes después de un tratamiento de ortodoncia.
- Férula de periodoncia

Evitan el movimiento de los dientes después de los tratamientos periodontales.
- Férula oclusal o de descarga o también de desprogramación

Tiene como objetivo modificar la oclusión del paciente.
Consiste en un aparato bucal de plástico que se coloca habitualmente en la arcada superior dental para evitar que entren en contacto unos dientes con otros, para llevar la mandíbula a una posición articularmente adecuada cuando se muerde sobre ella, bien para "olvidar" las posiciones mandibulares inadecuadas e incorrectas de los dientes cuando se mantienen apretados, o bien para evitar el desgaste de los dientes (bruxismo), ya que el plástico de la placa es más blando y desgastable que estos.
- Férula quirúrgica

Impiden el movimiento de los dientes después de un tratamiento quirúrgico.
- Férula radiológica

Proporciona información diagnóstica antes de una intervención quirúrgica en la que se van a colocar implantes.
- Protectores bucales

Protegen los dientes durante la práctica de determinados ejercicios físicos como por ejemplo en los distintos deportes: rugby, boxeo, hockey, baloncesto, polo, etc.